# Prince Ikpe Ekong
Prince Ikpe Ekong (Lagos, 5 ottobre 1978) è un ex calciatore nigeriano, di ruolo centrocampista.

## Biografia
È padre di Emmanuel e Shalom Ekong, anch'egli calciatori (entrambi cresciuti nell'Empoli), che hanno scelto la nazionalità svedese.

## Carriera
Il 2 novembre 2000 il giudice di Reggio Emilia Stefano Scati accoglie il ricorso del calciatore della Reggiana che decreta l'uguaglianza giuridica dei comunitari con gli extracomunitari. Il 4 maggio 2001 la corte federale abolisce la norma che vieta l'ingaggio e l'utilizzo di calciatori extracomunitari.

## Statistiche

### Cronologia presenze e reti in nazionale
| Cronologia completa delle presenze e delle reti in nazionale ― Nigeria | Cronologia completa delle presenze e delle reti in nazionale ― Nigeria | Cronologia completa delle presenze e delle reti in nazionale ― Nigeria | Cronologia completa delle presenze e delle reti in nazionale ― Nigeria | Cronologia completa delle presenze e delle reti in nazionale ― Nigeria | Cronologia completa delle presenze e delle reti in nazionale ― Nigeria | Cronologia completa delle presenze e delle reti in nazionale ― Nigeria | Cronologia completa delle presenze e delle reti in nazionale ― Nigeria |
| Data                                                                   | Città                                                                  | In casa                                                                | Risultato                                                              | Ospiti                                                                 | Competizione                                                           | Reti                                                                   | Note                                                                   |
| ---------------------------------------------------------------------- | ---------------------------------------------------------------------- | ---------------------------------------------------------------------- | ---------------------------------------------------------------------- | ---------------------------------------------------------------------- | ---------------------------------------------------------------------- | ---------------------------------------------------------------------- | ---------------------------------------------------------------------- |
| 13-9-2001                                                              | Daejeon                                                                | Corea del Sud                                                          | 2 – 2                                                                  | Nigeria                                                                | Amichevole                                                             | -                                                                      |                                                                        |
| 16-9-2001                                                              | Busan                                                                  | Corea del Sud                                                          | 2 – 1                                                                  | Nigeria                                                                | Amichevole                                                             | -                                                                      | 75’                                                                    |
| 20-11-2001                                                             | Lagos                                                                  | Nigeria                                                                | 0 – 0                                                                  | Giamaica                                                               | Amichevole                                                             | -                                                                      |                                                                        |
| 29-3-2003                                                              | Blantyre                                                               | Malawi                                                                 | 0 – 1                                                                  | Nigeria                                                                | Qual. Coppa d'Africa 2004                                              | -                                                                      |                                                                        |
| 30-5-2003                                                              | Abuja                                                                  | Nigeria                                                                | 3 – 1                                                                  | Ghana                                                                  | Amichevole                                                             | -                                                                      | 30’                                                                    |
| 11-6-2003                                                              | Abuja                                                                  | Nigeria                                                                | 0 – 3                                                                  | Brasile                                                                | Amichevole                                                             | -                                                                      | 63’                                                                    |
| 20-8-2003                                                              | Tokyo                                                                  | Giappone                                                               | 3 – 0                                                                  | Nigeria                                                                | Amichevole                                                             | -                                                                      |                                                                        |
| 4-2-2004                                                               | Sfax                                                                   | Nigeria                                                                | 2 – 1                                                                  | Benin                                                                  | Coppa d'Africa 2004 - 1º turno                                         | -                                                                      | 89’                                                                    |
| 13-2-2004                                                              | Monastir                                                               | Nigeria                                                                | 2 – 1                                                                  | Mali                                                                   | Coppa d'Africa 2004 - Finale 3º posto                                  | -                                                                      |                                                                        |
| Totale                                                                 |                                                                        | Presenze                                                               | 9                                                                      |                                                                        | Reti                                                                   | 0                                                                      |                                                                        |